# 廣瀨藩
廣瀨藩（日语：／ Hirose-han */?）是日本出雲國能義郡廣瀨的藩，寬文6年4月29日（1666年6月1日）創藩，明治4年7月14日（1871年8月29日）廢藩置縣，石高在高峰期達30,000石，藩廳是廣瀨藩邸，在頓原町也設有陣屋，藩校是創建自享和元年（1801年）3月的漢學所、文化6年（1809年）和明治3年（1870年）的算術所、天保15年（1844年）8月的醫學所、明治3年的臨時醫學校和臨時皇學演習所，上述各藩校在明治4年正月22日（1871年3月12日）合併為修文館，人口是5,873戶26,350人。
武家屋敷方面，江戶藩邸上屋敷最初位於北本所，後為市谷本村和四谷門外，中屋敷（或下屋敷）位於四谷仲町，下屋敷最初位於大久保，後為河田窪和白金田島町，藏屋敷則位於京町堀兩國町。

## 歷史
寬文6年4月29日（1666年6月1日），松平近榮獲其兄松江藩藩主松平綱隆分知30,000石，當時是沒有領地的藏米知行。天和2年2月10日（1682年3月18日），近榮由於越後騷動而被減封至15,000石，並且被處以閉門。貞享元年11月13日（1684年12月19日），改以能儀郡和飯石郡作為領地。貞享2年（1685年）2月，石清水八幡宮的舊領劃入為藩領，神門郡反部村的大部分則劃為石清水八幡宮的領地。貞享3年7月12日（1686年8月30日），獲加增飯石郡內5,000石至20,000石，元祿7年5月14日（1694年6月6日）再加增10,000石至30,000石。
寶永4年7月21日（1707年8月18日），廣瀨藩與松江藩訂下邊境分界。安永2年11月23日（1774年1月5日），美作津山藩藩主松平長孝次子作為松平近貞養子而繼位，即松平直義。天保12年（1841年），廣瀨藩在頓原町設置陣屋。嘉永3年9月9日（1850年10月14日），獲列為城主格。元治元年7月28日（1864年8月29日）和慶應2年6月19日（1866年7月30日），長州征伐先後兩次爆發，廣瀨藩均有奉命出兵。
慶應4年2月1日（1868年2月23日），松江藩派使者向藩主松平直巳傳達松江藩勤王的方針，並且勸喻其離開江戶。同年2月6日（2月28日），直巳啟程返回領地，途中向有栖川宮熾仁親王請安，2月17日（3月10日）抵達京都，並且獲下令把守山崎關門。
另一方面，山陰道鎮撫使西園寺公望則在2月4日（2月26日）進入鳥取城，並且在2月13日（3月6日）向廣瀨藩招降。廣瀨藩原本以藩主謹慎和首席家老岩崎廣勤切腹作為回應，不過被駁回。3月1日（3月24日），由岩崎廣勤代為宣誓勤王，直巳則直至4月6日（4月28日）才得已返回領地。明治4年7月14日（1871年8月29日），廢藩置縣。

## 歷任藩主
| 家名       | 家格                   | 名稱     | 石高                                   | 藩領                                       |
| ---------- | ---------------------- | -------- | -------------------------------------- | ------------------------------------------ |
| 廣瀨松平家 | 親藩 陣屋              | 松平近榮 | 30,000石↓ 15,000石↓ 20,000石↓ 30,000石 | 藏米知行↓ 出雲國能儀郡和飯石郡             |
| 廣瀨松平家 | 親藩 陣屋              | 松平近時 | 30,000石                               | 出雲國能儀郡和飯石郡                       |
| 廣瀨松平家 | 親藩 陣屋              | 松平近朝 | 30,000石                               | 出雲國能儀郡和飯石郡                       |
| 廣瀨松平家 | 親藩 陣屋              | 松平近明 | 30,000石                               | 出雲國能儀郡和飯石郡                       |
| 廣瀨松平家 | 親藩 陣屋              | 松平近輝 | 30,000石                               | 出雲國能儀郡和飯石郡                       |
| 廣瀨松平家 | 親藩 陣屋              | 松平近貞 | 30,000石                               | 出雲國能儀郡和飯石郡                       |
| 廣瀨松平家 | 親藩 陣屋              | 松平直義 | 30,000石                               | 出雲國能儀郡和飯石郡↓ 出雲國能義郡和飯石郡 |
| 廣瀨松平家 | 親藩 陣屋↓ 親藩 城主格 | 松平直寬 | 30,000石                               | 出雲國能義郡和飯石郡                       |
| 廣瀨松平家 | 親藩 城主格            | 松平直諒 | 30,000石                               | 出雲國能義郡和飯石郡                       |
| 廣瀨松平家 | 親藩 城主格            | 松平直巳 | 30,000石                               | 出雲國能義郡和飯石郡                       |

## 領地
| 令制國 | 郡     | 領地 |
| ------ | ------ | --- |
| 出雲國 | 能義郡 | 松井村、赤崎村、神庭村、月坂村、飯生村、植田村、新宮村、布部村、宇波村、廣瀨村、實松村、矢田村、利弘村、菅津村、野帳村、下田原村、岩舟村、奧田原村、東比田村、石原村、槙谷村、上山佐村、廣島原村、澤村、古川村、山形帳村、中島村、下田瀨村、祖父谷村、下山佐村、西比田村、町張村 |
| 出雲國 | 飯石郡 | 野萱村、穴見村、志津見村、獅子村、上赤名村、下赤名村、長谷村、小田村、入間村、八神村、上來島村、下來島村、佐見村、都加賀村、真木村、竹尾村、角井村、頓原村、民谷村、大呂村、波多村、多彌村、花栗村、八幡村                                                                       |

## 註解
1. ↑  廣瀨現為島根縣安來市廣瀨町廣瀨（日语：広瀬町 (島根県)）[1]。
2. ↑  現行對應地名如下：
  - 北本所現為東京都墨田區東駒形、吾妻橋、本所、太平、江東區白河、三好、平野、深川和冬木一帶[3]。
  - 四谷門外上屋敷現為東京都新宿區四谷1丁目12的新宿區立四谷中學校（日语：新宿区立四谷中学校）[4][5]。
  - 四谷仲町中屋敷（或下屋敷）現為新宿區若葉1丁目一帶[6]。
  - 大久保下屋敷現為新宿區新宿6-27[5]。
  - 藏屋敷現為大阪府大阪市西區京町堀（日语：京町堀）2和3丁目一帶[7]。
3. ↑  反部村現為島根縣出雲市佐田町（日语：佐田町）反邊（日语：須佐村）[1]。
4. ↑  山崎關門現為大阪府三島郡島本町山崎的關大明神社（日语：関大明神社）一帶[11]。